# Ђакон Венијамин
Свети мученик Венијамин је ранохришћански светитељ и мученик из 4. и 5. века. 
Живео је у Персији у време цара Издегарда. Као хришћански ђакон проповедао је Јеванђеља и многе Персијанце је успео да наведе да приме хришћанство. Због тога је био оптужен, ухваћен, и бачен у тамницу бачен, где је провео две године.
Након што је пуштен из тамнице, свети Венијамин је наставио ширити хришћанство. Сазнавши за то, цар је наредио да Венијамина доведу на суд. Дуго су га приморавали да се одрекне Христа, што је он одлучно одбио. Након дугог и тешког мучења убијен је натицањем на колац.
Православна црква прославља светог Венијамина 13. октобра по јулијанском календару.